# KISS-principen
KISS-principen (akronym för engelska Keep It Simple, Stupid! ungefär håll det enkelt, dummer!) går ut på att enkel design ska vara ett mål att försöka uppnå, och att man ska undvika komplex design. Principen används på flera olika håll, som till exempel mjukvaruutvecklingen, animation, fotografering, ingenjörsteknik, strategisk planering.
Vanliga varianter av akronymen är: 
- "Keep It Sweet & Simple"
- "Keep It Short & Simple".

Komplexitet bör undvikas, enkelheten är ett mål i sig självt. 